# Krasimira Gjurova
Krasimira Gjurova (in bulgaro Красимира Гюрова?; Sofia, 26 ottobre 1953 – Sofia, 30 marzo 2011) è stata una cestista bulgara.

## Carriera
Con la Bulgaria ha disputato i Giochi olimpici di Montréal 1976 e i Campionati europei del 1978.